# 吴汝义
吴汝义（?—1646年），陕北人，大顺重要将领，封太平伯。

## 生平
吴汝义早年追随不粘泥张存猛。崇祯五年（1632年），吴汝义与王自用、李自成一起转战山西、陕西一带。约1637年，吴汝义部归入李自成。
崇祯十六年（1643年）三月，李自成在襄阳建五营军制，吴汝义任中营帅标后果毅将军。八月，随李自成击败孙传庭。
大顺永昌元年（1644年），李自成在西安建国，分封功臣，吴汝义被封为太平伯。李自成进军北京，吴汝义随田见秀留守长安。
一片石战役后，吴汝义随李自成撤出长安进入湖广。李自成在九宫山遇害。吴汝义后与大顺余部会师，共推李自敬为大顺新主。永昌三年（1646年），大顺军攻清荆州，清军突然从后方攻至，大顺军大败。李自敬、田见秀、张鼐、李友、吴汝义迫于形势一起降清，后全部被清廷杀害。